# Zita Smirnovienė
Zita Smirnovienė (* 1953 in Kirdonys, Rajongemeinde Biržai) ist eine litauische Juristin, ehemalige Richterin des Lietuvos Aukščiausiasis Teismas.

## Biografie
Nach dem Abitur 1971 in Pabiržė  absolvierte Smirnovienė 1978 das Diplomstudium der Rechtswissenschaften an der Juristischen Fakultät der Universität Vilnius. Von 1978 bis 1983 war sie Leiterin des Standesamts in Biržai, von 1983 Leiterin des Zivilmetrikationsarchivs am Justizministerium Litauens. Von Dezember 1986 war sie Richterin am 3. Stadtkreisgericht Vilnius, von 1993 bis 1995 m. Richterin im Lietuvos Aukščiausiasis Teismas,
von 1995 bis 1999 Richterin in der Abteilung für Zivilsachen im Bezirksgericht Vilnius, vom Mai 1999 ist sie Vorsitzende im Bezirksverwaltungsgericht Vilnius.
Sie spricht Englisch und Russisch. 
Sie ist Mitautorin vom Kommentar des litauischen Zivilgesetzbuchs.